# Més enllà de l'ambició
Més enllà de l'ambició (títol original: Miles from Home) és una pel·lícula estatunidenca de Gary Sinise estrenada l'any 1988. Ha estat doblada al català.

## Argument
1954. Envoltat de la seva dona i dels seus dos fills, Frank Jr. i Terry, grans productors de blat de moro, Frank Roberts Sr, acull Nikita Khrutxev, que és de viatge oficial als Estats Units.
Trenta anys més tard, gastant els diners sense comptar i plens de deutes, Frank Jr. i Terry són a punt de fer fallida. Per no pas veure la seva granja en mans de la Banca Federal, els dos germans calen foc a la granja i fugen en un cotxe robat.
És el començament d'una boja carrera pels dos germans Roberts.

## Repartiment
- Richard Gere: Frank Roberts Jr.
- Brian Dennehy: Frank Roberts Sr.
- John Malkovich: Barry Maxwell
- Kevin Anderson: Terry Roberts
- Helen Hunt: Jennifer
- Judith Ivey: Frances
- Penelope Ann Miller: Sally
- Larry Poling: Nikita Khrusxov
- Terry Kinney: Mark
- Laura San Giacomo: Sandy
- Daniel Roebuck: Young Tropper
- Moira Harris: Noia de Frank

## Al voltant de la pel·lícula
- Primera realització de Gary Sinise, conegut gràcies a films com Apollo 13 i a la sèrie de televisió CSI: New York, on encarna Mac Taylor, el cap de la policia científica de Nova York. Ell reincidirà el 1992 amb Of Mice and Men.
- El film va ser nominat al Festival de Canes per la Palma d'Or.[3]